# Matsudaira Katamori
Matsudaira Katamori (松平容保, 15 de fevereiro de 1836 - 5 de dezembro de 1893), foi o nono  Daimyō (1835-1893) do Domínio de Aizu, nomeado governador militar em Kyoto em 1862 para combater os extremistas do  Ishin Shishi (Leões da Revolução) e outros apoiadores do imperador . Durante a Guerra Boshin , Katamori e o Domínio de Aizu  enfrentaram as tropas do governo Meiji, sofrendo uma severa derrota. A vida de Katamori foi poupada e tornou-se abade do mosteiro toshogu . Junto com seus três irmãos Sadaaki , Yoshikatsu e Mochiharu , teve um papel muito importante na Restauração Meiji a foram apelidados de os quatro irmãos Takasu (高须四兄弟, Takasu yon-Kyodai).

## Antecedentes
Katamori nasceu no distrito Yotsuya em Edo, no Castelo Takasu localizado na Província de Mino . Foi o sétimo filho de Matsudaira Yoshitatsu, Daimyō do Domínio de Takasu, com uma de suas concubinas, do Clã Komori cujo nome vários historiadores acreditam ser Chiyo (mais conhecida pelo seu nome budista , Zenkyō-in ). Katamori, batizado Keinosuke (銈之丞), foi adotado por Matsudaira Katataka, o Oitavo Daimyō do Domínio de Aizu , esta é a razão porque muda um dos caracteres de seu nome por um de seu pai adotivo passando a se chamar Katamori e se casando com Toshihime filha de Katataka em 1856 . Foi apresentado ao shogun , Tokugawa Ieyoshi, e antes de um ano de sua adoção é investido com o título de Wakasa no Kami (若狭守), que é tradicionalmente reservado para a casa de Aizu . Interessado na educação de Katamori, Katataka o envia a escola Nisshinkan .

## Sucessão

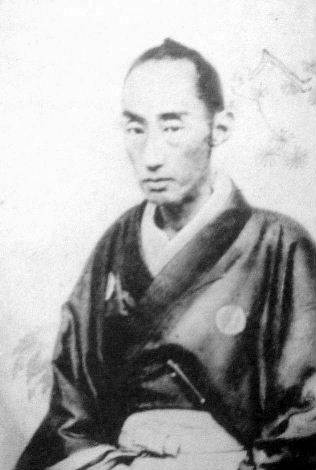

Com o falecimento de Katataka em 1852, Katamori o sucede como líder da clã aos 18 anos. Como Nono Daimyō e passa a ostentar o título de Higo no Kami (肥後守), que é outorgado tradicinalmente ao Daimyōde Aizu-han . Recebe também o título adicional de Sakonnoe-gon-shōshō (左近衛権少将, ; Comandante Geral da Guarda da Corte Imperial) e formalmente agradece o Imperador nesse ano. 
Durante os primeiros anos de sua liderança no Clã o Comodoro Perry com seu American East India Squadron desembarca na Baia de Edo e reivindica a abertura do comércio do Japão com os Estados Unidos. O Shogunato mobiliza uma massiva quantidade de homens e embarcações. Aizu, se converte num enclave importante, sendo o responsável pela segurança das áreas costeiras das Províncias de Kazusa e Awa .
Em 1862, o Shogunato Tokugawa cria o posto de Kyoto Shugoshoku (Comissariado Militar em Kyoto), com o proposito de manter a ordem pública na cidade, que estava sob a influência dos militantes do Sonnō jōi  .Previamente, o Kyoto Shoshidai (京都所司代) supervisionava a área de Kyoto-Osaka como representante do Shōgun . 
Como os magistrados da cidade foram incapazes de manter a segurança pública era necessário que o Shugoshoku usasse a força militar  . Depois de várias deliberações, a eleição para Shugoshoku se deu entre os domínios de Echizen e Aizu. Como Matsudaira Yoshinaga Daimyō de Echizen já tinha o posto de Presidente para Questões Políticas (政治総裁職, seiji sōsai-shoku), foi  eleito a Matsudaira Katamori para o posto . 
Em 23 de setembro de 1862, Katamori se dirige ao Castelo Edo e se apresenta para o posto, recebendo um salário de 50.000 koku ao ano, 30.000 ryō para cobrir os gastos de viagens, e a promoção ao 4º grau na Corte (正四位下, shō-shi'i-ge)..

## Vida em Kyoto
Depois de alguns meses de preparação abandona Edo em 27 de janeiro de 1863 a frente de centenas de soldados de Aizu. Chega a Kyoto em 11 de fevereiro e se dirige primeiro ao Templo Honzenji, trocando as roupas da corte se dirige a residencia do Kanpaku Konoe Tadahiro e apresenta seus respeitos. Vai morar na região leste da cidade, no Templo Konkaikōmyōji, em Kurotani.
A primeira coisa que Katamori teve de resolver foi sua pouca familiaridade dos habitantes locais com os Aizu e de sua habilidade de fazer um trabalho bem feito. Os nobres da corte estavam satisfeitos com a escolha, e tinham grandes esperanças nele como membro do Kōbu-gattai (公武合体) um movimento para promover a cooperação entre a Corte e o Shogunato. Para cumprir com os objetivos colocados, Katamori organiza unidades de patrulha nas ruas, muitas delas organizadas por seus próprios subordinados, e outras compostas por ronins como o Shinsengumi. Katamori se empenha em seu papel de Protetor de Kyoto (e da Corte) seriamente, e é fundamental seu papel no golpe de Estado de 30 de setembro , e no incidente das Portas Esquecidas (禁門の変, Kinmon no Hen), nos quais estavam envolvidos aliados das forças de domínios sob comando do Shogunato (incluindo o Aizu-han)  contra os homens do Chōshū-han. Durante as Expedições Chōshū, se empenhou para que se aplicasse uma linha dura contra o domínio, o que criou uma animosidade contra Katamori e Aizu por parte de Chōshū.
Katamori atuou como shugoshoku em dois mandatos de 1862 há 1868 .

## AGuerra Boshin
Katamori buscou soluções pacíficas desde la Batalha de Toba-Fushimi, desculpando-se ante a Corte Imperial muitas vezes, e ainda apresentando formalmente uma carta de submissão ao Príncipe Kitashirakawa Yoshihisa (Rinnoji no Miya Yoshihisa), mas os membros do novo Governo Meiji se recusam a escuta-lo , pois este governo estava formado principalmente por membros do Clã Mōri de Chōshū e do Clã Shimazu de Satsuma, que tinham ressentimentos por Katamori. Enquanto o Ōuetsu Reppan Dōmei que compreendia a maior parte dos domínios do norte, apoiavam Katamori, mas seriam derrotados na Batalha de Aizu. Depois da derrota e de anos de prisão domiciliar em Tókio, Katamori se converte em monge do Nikkō Tōshō-gū.

## Morte

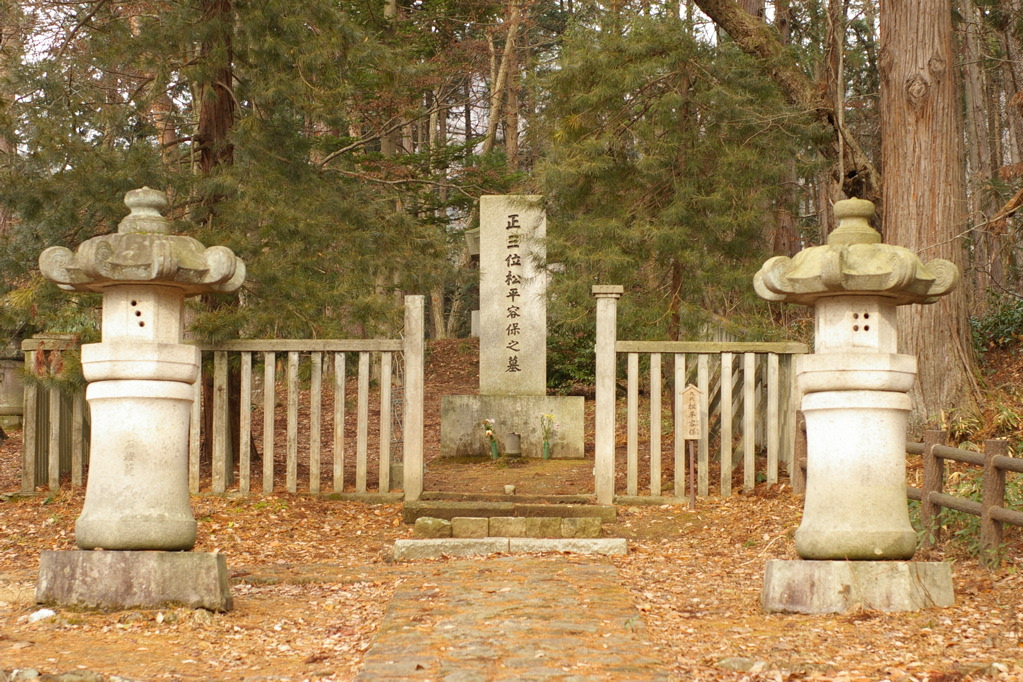
Sepultura de Masane-Reishin.

Katamori faleceu em 5 de dezembro de 1893, foi sepultado com os ritos do Xintoismo, recebendo o nome póstumo de Masane-Reishin. 
Seu herdeiro, Matsudaira Nobunori, foi adotado pelo Ramo Mito do Clã Tokugawa deixando O Ramo Aizu  do Clã Matsudaira passando Matsudaira Kataharu a ser o líder do clã. 
Matsudaira Kataharu foi o filho biológico mais velho de Katamori, nascido de uma de suas concubinas (Saku e Kiyo). 
A liderança do Clã logo  é passada a Morio irmão de Kataharu, e depois ao filho de Morio, Matsudaira Morisada.
| Precedido por Matsudaira Katataka | Nono Daimyō de Aizu 1852-1868 | Sucedido por Matsudaira Nobunori |